# Aranyaprathet (huyện)

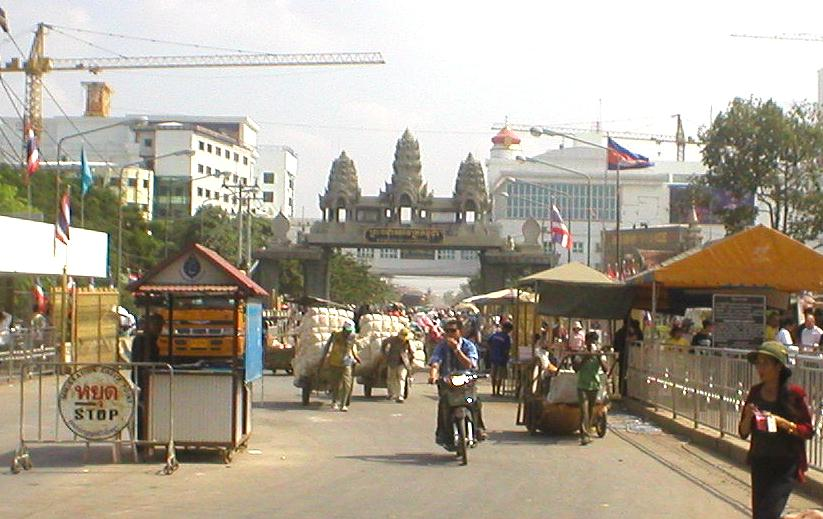
Biên giới tại Aranyaprathet

Aranyaprathet (tiếng Thái: อรัญประเทศ) là một huyện (amphoe) ở tỉnh Sakaeo in Thái Lan. Huyện này giáp Campuchia về phía đông.
Huyện này là một nơi có 7 sòng bạc dù đánh bạc theo luật Campuchia và Thái Lan đều bất hợp pháp. Các sòng bạc này nằm ở dải đất biên giới, các chốt kiểm tra của hai nước.

## Lịch sử
Aranyaprathet ban đầu là một huyện thuộc tỉnh Kabin Buri. Ngày 1 tháng 4 năm 1926, tỉnh đã bị giải thể, hai huyện Mueang Kabin Buri và Aranyapathret trở thành huyện của tỉnh Prachinburi. Năm 1993, đây là một trong những huyện lập tỉnh mới tỉnh Sakaeo.

## Hành chính
Huyện Aranyaprathet được chia ra 13 phó huyện (tambon), các đơn vị này lại được chia ra thành 111 làng (muban). Aranyaprathet là thị xã (thesaban mueang) nằm trên toàn bộ tambon Aranyaprathet. Có 12 Tổ chức hành chính tambon.
| STT. | Tên              | Tên Thái      | Số làng | Dân số |  |
| ---- | ---------------- | ------------- | ------- | ------ |  |
| 1.   | Aranyaprathet    | อรัญประเทศ     | -       | 16.937 |  |
| 2.   | Mueang Phai      | เมืองไผ่        | 7       | 3.982  |  |
| 3.   | Han Sai          | หันทราย        | 10      | 5.538  |  |
| 4.   | Khlong Nam Sai   | คลองน้ำใส      | 12      | 5.324  |  |
| 5.   | Tha Kham         | ท่าข้าม         | 11      | 4.654  |  |
| 6.   | Pa Rai           | ป่าไร่          | 9       | 5.573  |  |
| 7.   | Thap Phrik       | ทับพริก         | 7       | 3.433  |  |
| 8.   | Ban Mai Nong Sai | บ้านใหม่หนองไทร | 7       | 9.466  |  |
| 9.   | Phan Suek        | ผ่านศึก         | 13      | 6.438  |  |
| 10.  | Nong Sang        | หนองสังข์       | 8       | 6.596  |  |
| 11.  | Khlong Thap Chan | คลองทับจันทร์    | 10      | 4.672  |  |
| 12.  | Fak Huai         | ฟากห้วย        | 10      | 6.695  |  |
| 13.  | Ban Dan          | บ้านด่าน        | 7       | 3.863  |  |